# Кисимото, Тадамицу
Тадамицу Киcимото (род. 7 мая 1939, Осака) — японский иммунолог. Эмерит-профессор Осакского университета, выпускником которого является и где прошёл путь до президента (1997—2003).
Член Японской академии наук (1995) и Леопольдины (2005), иностранный член Национальных Академии наук (1991) и Медицинской академии (1997) США. Лауреат премии Японии (2011).

## Биография
Окончил медицинский факультет Осакского университета (1964) и затем прошёл однолетнюю интернатуру в университетской больнице, в этом же университете получил докторскую степень по медицине в 1969 году, занимавшись с 1965 года. С того же 1969 по 1972 год преподаватель Университета Кюсю. С 1970 по 1974 год постдок в Университете Джонса Хопкинса, работал там под началом Kimishige Ishizaka, сперва фелло-исследователь, а с 1973 года — преподаватель. С 1974 года в альма-матер: доцент медицины, с 1979 года профессор, с 1995 по 1997 год декан медицинского факультета, с 1997 по 2003 год президент университета, ныне эмерит-профессор.
С 2004 по 2006 год член Council for Science and Technology Policy Кабинета министров Японии.
Президент Японского общества иммунологии (1991, 1997), Международного конгресса иммунофармакологии (1991), International Society for Interferon and Cytokine Research (1994), Японского общества аллергологии (1997), Японского общества клинической иммунологии (1997), 14-го международного конгресса иммунологии (2010).
Вице-президент Японской медицинской ассоциации (2002).
Почётный член Американской ассоциации иммунологов (1992) и American Society of Hematology (1997).
Почётный доктор Universidad Tecnológica de Santiago (2001) и таиландского Mahidol University (2003), почётный профессор китайского Fourth Military Medical University (2002), заслуженный профессор медицины и иммунологии Калифорнийского университета в Дейвисе (2004).
Автор около 620 работ, почти 140 обзорных статей (review).

## Награды и отличия

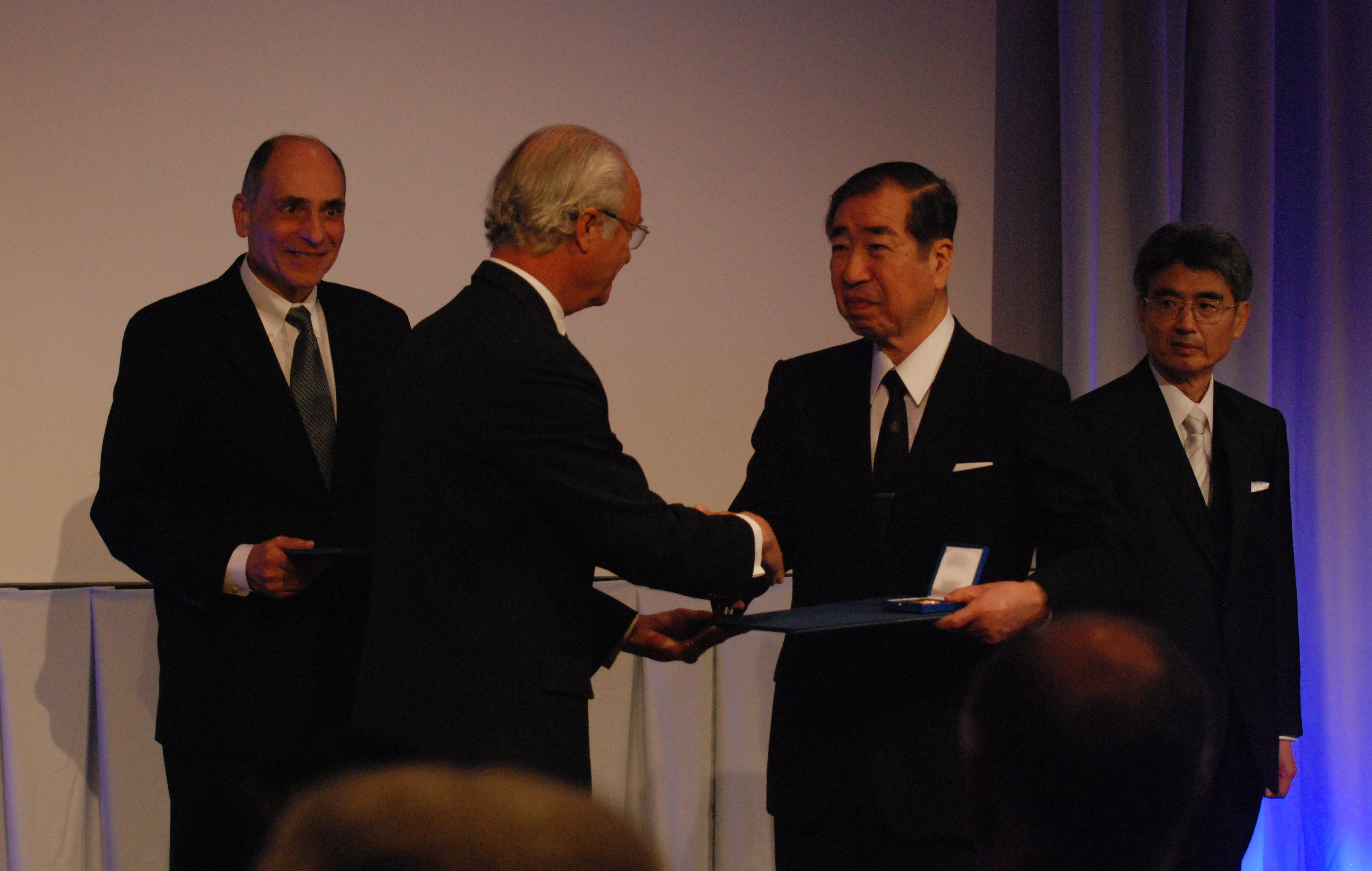
Вручение премии Крафорда

- Behring-Kitasato Prize, Hoechst (1982)
- Осакская научная премия (1983)
- Erwin von Bälz Prize (1986)
- Takeda Prize (1988)
- Премия Асахи (1988)
- Премия Японской медицинской ассоциации (1990)
- Person of Cultural Merit[англ.] Японии (1990)
- Scientific Achievement Award, International Association of Allergology and Clinical Immunology (1991)
- Императорская премия Японской академии наук (1992)
- Sandoz Prize for Clinical Immunology[англ.] (1992, совместно с Toshio Hirano)
- Avery-Landsteiner-Preis[нем.] (1996)
- Donald Seldin Award, International Society of Nephrology[англ.] (1999)
- ISI Citation Laureate Award за период 1981—1988 (2000)
- Золотая медаль Роберта Коха (2003)
- Honorary Life Time Achievement Awards, International Cytokine Society (2006)
- Премия Крафорда Шведской королевской АН (2009, совместно с Toshio Hirano)
- President’s Award Общества клинической иммунологии США (2010)
- Премия Японии (2011, совместно с Toshio Hirano)
- Международная премия короля Фейсала (2017)
- Keio Medical Science Prize[англ.] (2019)
- Премия Тан (2020)

Награждён орденом Культуры (1998).